# TV Wackersdorf
Der TV Wackersdorf ist ein Sportverein aus Wackersdorf im Landkreis Schwandorf. Die Futsalmannschaft spielt derzeit in der Futsal-Regionalliga Süd, der höchsten deutschen Spielklasse im Futsal.

## Geschichte
Die Ost-Kolonie, ein damals noch nicht lange erbauter Ortsteil, der um diese Zeit wohl an die 1000 Einwohner zählenden Gemeinde Wackersdorf, war der erste Treffpunkt für den im Frühjahr 1912 aus der Taufe gehobenen Turnverein „Glück Auf“, der sich seinen Namen aus dem bergmännischen Sprachgebrauch entlehnte.
Die Futsalmannschaft des Vereins ist Gründungsmitglied der Futsal-Regionalliga Süd und belegte gleich in der Premierensaison einen hervorragenden 3. Platz. Am 14. August 2016 vertraten die Knappen in Wien erstmals die deutschen Farben beim Mitropapokal, bei dem jedes Jahr die Futsal-Elite Mitteleuropas zusammenkommt. In der Folgesaison hatte Wackersdorf mit anfänglichen Schwierigkeiten zu kämpfen, konnte sich aber dank einer spektakulären Serie von acht Siegen in den letzten acht Spielen vom letzten bis auf den 4. Tabellenplatz vorarbeiten und den Klassenerhalt sichern.

## Erfolge
- Bayernliga-Meister 2015 und Aufstieg in die Futsal-Regionalliga Süd
- 3. Platz in der Futsal-Regionalliga Süd 2015/16
- Sieger beim internationalen Futsalturnier in Wackersdorf 2016
- Sieger beim Portus Rothaus Cup 2016
- 4. Platz beim Mitropa Futsal Cup 2016

## Ligenzugehörigkeit seit Gründung
| Saison  | Spielklasse             | Liga-Ebene |
| ------- | ----------------------- | ---------- |
| 2014/15 | Futsal-Bayernliga       | 1°         |
| 2015/16 | Futsal-Regionalliga Süd | 1°         |
| 2016/17 | Futsal-Regionalliga Süd | 1°         |
| 2017/18 | Futsal-Regionalliga Süd | 1°         |